# Sindrome metabolica
La sindrome metabolica (detta anche sindrome X, sindrome da insulinoresistenza, sindrome di Reaven) è una situazione clinica nella quale diversi fattori fra loro correlati concorrono ad aumentare la possibilità di sviluppare patologie a carico dell'apparato circolatorio e diabete.
Si distinguono diverse anomalie metaboliche, quali obesità centrale, dislipidemia, resistenza all'insulina, ipertensione arteriosa e disfunzione endoteliale. La sindrome metabolica racchiude un insieme di fattori di rischio cardiovascolare che si intrecciano per creare un singolo fattore di rischio multiplo per la patologia aterosclerotica, come risulta anche dal report del National Cholesterol Education Program o NCEP che la associava primariamente agli alti livelli di colesterolo-LDL; solo successivamente, altri studi posero le basi per la ricerca di un comune denominatore alla base dell'eziologia di questo insieme.
La prevalenza della sindrome è molto variabile, poiché dipendente dall'età, dal gruppo etnico, dai vari gradi di obesità e dalla predisposizione a sviluppare il diabete mellito di tipo 2. Nei paesi occidentali, quali Europa e Stati Uniti d'America, oltre il 35% degli ultracinquantenni soffre di sindrome metabolica, con una maggior presenza delle donne rispetto agli uomini.
L'aumento nella prevalenza dell'obesità nel mondo comporta una crescita degli eventi cardiovascolari e della mortalità a essi correlata: nessun sistema sanitario parrebbe pronto ad affrontare una tale pandemia e a far fronte a questa emergenza sanitaria. La risposta a tale problema è da ricercare nell'informazione corretta e nella promozione del controllo del peso e dell'attività fisica nella popolazione generale, promuovendo campagne di sensibilizzazione e investendo nella medicina preventiva, la sola in grado di aiutare a modificare le abitudini di vita scorrette nei soggetti a rischio e no.

## Storia
La malattia è nota sin dal XVIII secolo, quando nel 1761, Giovanni Battista Morgagni descrisse l'associazione tra l'obesità viscerale e del mediastino, l'ipertensione arteriosa, la gotta e le apnee del sonno. Dal 1921 al 1965, si assiste in Europa e negli Stati Uniti d'America a un interesse sempre crescente sulla patologia multifattoriale che impatta in modo notevole sul peggioramento dei fattori di rischio cardiovascolare e quindi su mortalità e morbilità secondarie. Per la prima volta, nel 1977, fu usato il termine sindrome metabolica dallo studioso tedesco Haller, che la associò a obesità, diabete mellito e steatosi epatica. Contemporaneamente il collega Singer pubblicò un articolo simile sulla medesima rivista. Tra 1977-78 il ricercatore Gerald B. Phillips pubblicò dei dati su soggetti infartuati che dimostravano l'associazione con l'obesità e altri fattori clinici, concludendo che la loro identificazione avrebbe giovato nella prevenzione della patologia cardiovascolare.

## Epidemiologia

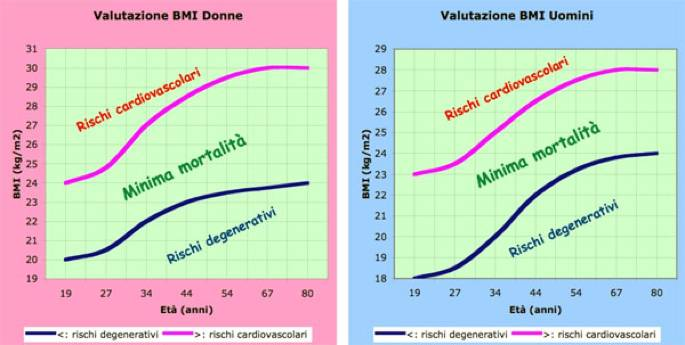
Rischio cardiovascolare correlato al peso

La prevalenza della sindrome metabolica può modificarsi a seconda delle variabili che vengono considerate, come l'età, il sesso, la razza e lo stile di vita. Quando vengono utilizzati i criteri dell'Organizzazione mondiale della sanità (OMS), la prevalenza della sindrome varia dal 2 al 15% a seconda della popolazione e dell'età, ma negli Stati Uniti è stimata intorno al 22%, andando da un minimo del 6,7% in età comprese fra i 20 e i 43 anni, al 43,5% in soggetti superiori ai 60. Tuttavia utilizzando la definizione di sindrome metabolica dell'International Diabetes Federation (IDF) e del National Cholesterol Education Program, la prevalenza della sindrome è stimata oltre il 30% negli Stati Uniti, ma, se utilizziamo i criteri dell'Adult Treatment Panel, la prevalenza viene stimata intorno al 22%. Tutto questo potrebbe sembrare contraddittorio, in realtà è una chiara dimostrazione di quanto i fattori che determinano la sindrome e le loro associazioni, possano condurre a risultati così differenti: la sindrome metabolica è un cluster di fattori di rischio cardiometabolico associati a un aumentato rischio di malattie croniche multiple, tra cui le neoplasie e le malattie cardiovascolari. Nella survey in oggetto i risultati per i periodi valutati furono i seguenti:
1. negli adulti dai 18 anni in su, la prevalenza della sindrome metabolica avrebbe avuto una crescita di oltre il 35% dal 1988-1994 al 2007-2012, aumentando dal 25,3% al 34,2%;[19]
2. nel 2007-2012, gli uomini neri non ispanici avevano meno probabilità rispetto ai bianchi non-ispanici di contrarre la sindrome metabolica (odds ratio (OR) 0.77; 95% intervallo di confidenza (IC) 0,66-0,89). Tuttavia, le donne nere non-ispaniche erano più colpite rispetto alle donne bianche non-ispaniche (OR, 1.20; 95% IC, 1,02-1,40);[19]
3. il basso livello di istruzione (OR, 1.56; 95% CI, 1,32-1,84) e l'età avanzata (OR, 1.73; 95% CI, 1,67-1,80) erano indipendentemente associati a un aumentato rischio di sindrome metabolica nel quinquennio 2007-2012.[19]

In Europa, la prevalenza della sindrome metabolica nei bambini varia dal 33% nel Regno Unito al 27 e il 9%, rispettivamente in Turchia e Ungheria. In Spagna un altro studio ha dimostrato che la prevalenza è del 17-18% nella popolazione pediatrica con obesità moderata. Una recente meta-analisi che contiene studi pubblicati dal 2008 al 2014 condotti su popolazioni asiatiche ed europee, conferma che l'eziologia della sindrome metabolica nei fanciulli è legata all'impatto a lungo termine che si sviluppa sin dalla fase iniziale della vita e indica che l'intervento precoce è necessario sia per il sovrappeso sia per l'obesità: questi risultati potrebbero indirizzare il personale infermieristico dedicato ai piccoli a riconoscere il rischio nella prima infanzia e ad attuare l'intervento preventivo.

## Eziologia

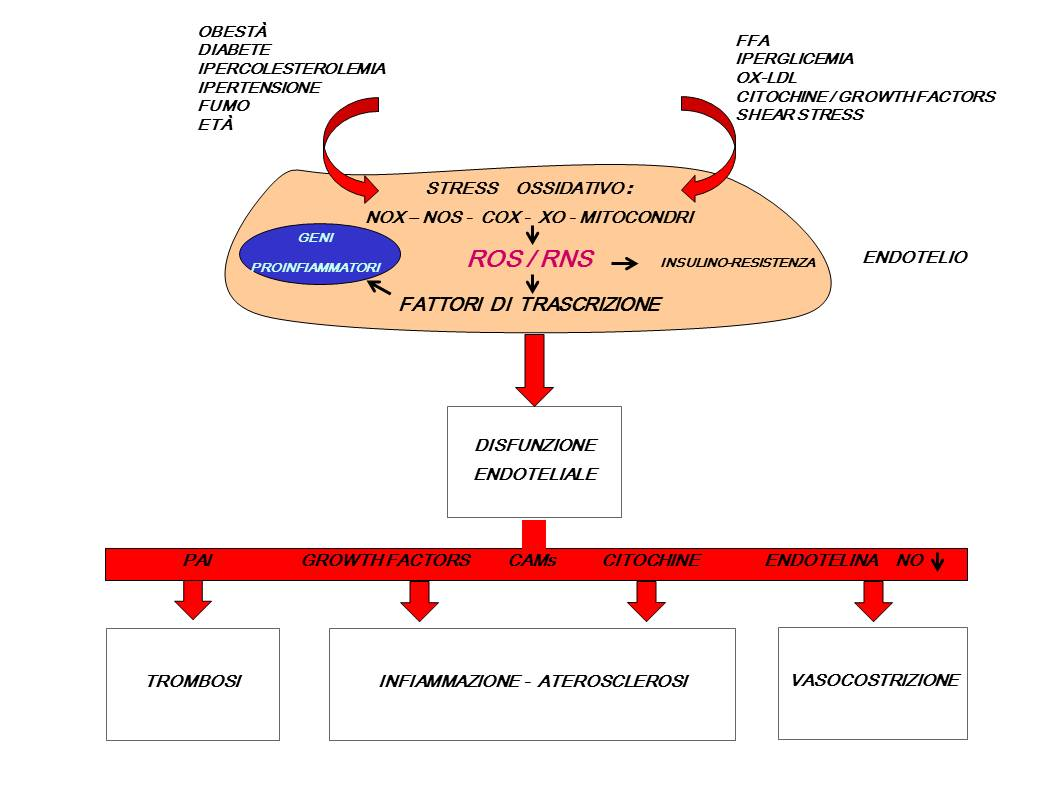
Stress ossidativo e disfunzione endoteliale. COX = ciclossigenasi. NOS = nitrossidosintetasi. NOX = NADPH-ossidasi. XO = xantinossidasi

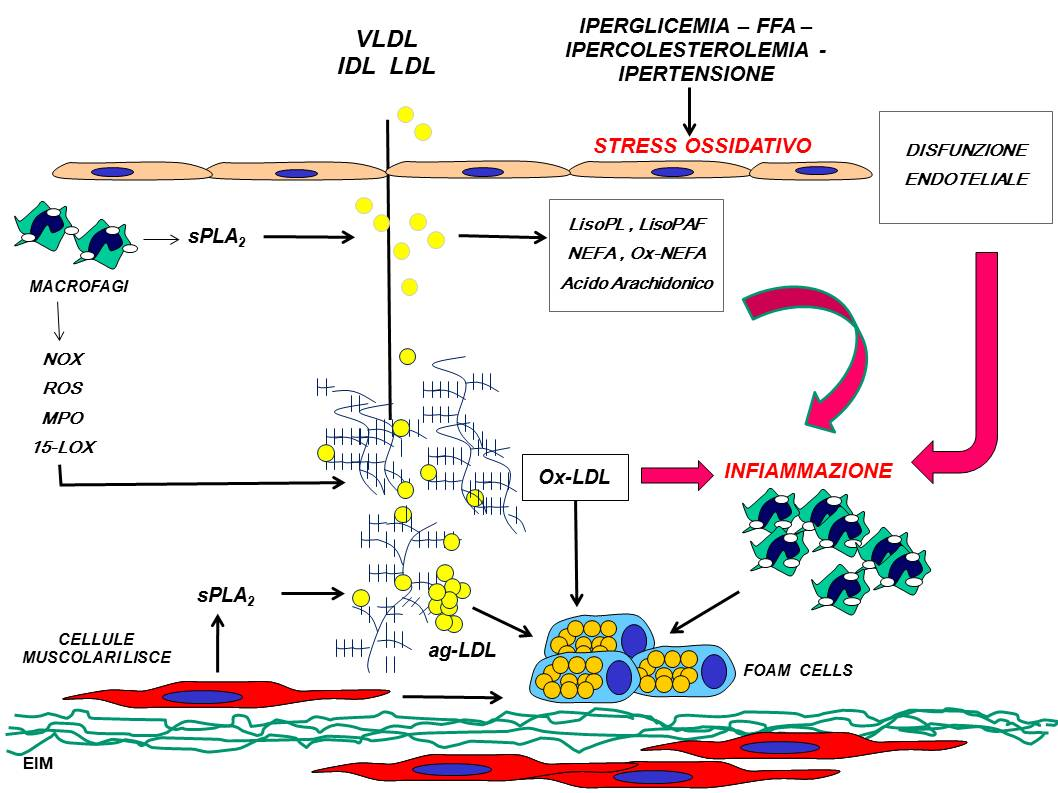
Aterogenesi: ruolo della disfunzione endoteliale e della modificazione delle LDL per opera delle fosfolipasi secretorie (sPLA2) e degli enzimi ossidativi. 15-LOX = 15-lipossigenasi. EIM = membrana elastica interna. LisoPL = lisofosfolipidi. MPO = mieloperossidasi. NEFA = acidi grassi non esterificati.

A tutt'oggi l'esatta eziologia non è nota, ma è sempre più considerata di origine multifattoriale. Sono già state indicate le associazioni più frequenti come sovrappeso e/o obesità (specie l'obesità androide con adiposità centrale), fattori genetici, insulinoresistenza e diabete mellito tipo 2, sedentarietà ed età avanzata. Un certo numero di marcatori di infiammazione sistemica, compresa la proteina C-reattiva, sono spesso aumentati, come il fibrinogeno, l'interleuchina 6, il fattore di necrosi tumorale alfa (TNF-α) e altri.
La disfunzione endoteliale, che attraverso l'iperpermeabilità della parete arteriosa permette il passaggio delle LDL nell'intima delle arterie (avviando così una risposta infiammatoria, che viene potenziata dalla sindrome metabolica concomitante) è probabilmente il meccanismo più coinvolto nell'aterogenesi. Questa scoperta ha convinto alcuni autori, quali Scott Grundy e Sidney Smith, a definire le LDL e la sindrome metabolica, partner nell'evoluzione dell'aterogenesi.
In un interessante e recente studio polacco (del 2013), è stato osservato un aumento nella frequenza dei fattori di rischio della sindrome metabolica tra soggetti con BMI al limite superiore del range di normalità (18,5–24,9 kg/m2). Al fine di individuare soggetti metabolicamente obesi, ma con peso normale, fu necessario controllare la circonferenza della vita (≥ 94 cm nei maschi; ≥ 80 cm nelle femmine) nei casi in cui il BMI superava il 22,5 nelle femmine e il 23,8 nei maschi, poiché valori al di fuori della norma erano indicazione a promuovere ulteriori accertamenti per ricercare altri fattori di rischio. Uno studio americano del 2012 evidenziò, in modo simile, che i diversi fattori dello stile di vita possono giocare un ruolo importante nello sviluppo della sindrome metabolica negli individui normopeso rispetto agli obesi e che per i soggetti metabolicamente sani l'obesità non può essere considerata una condizione scatenante.

## Patogenesi

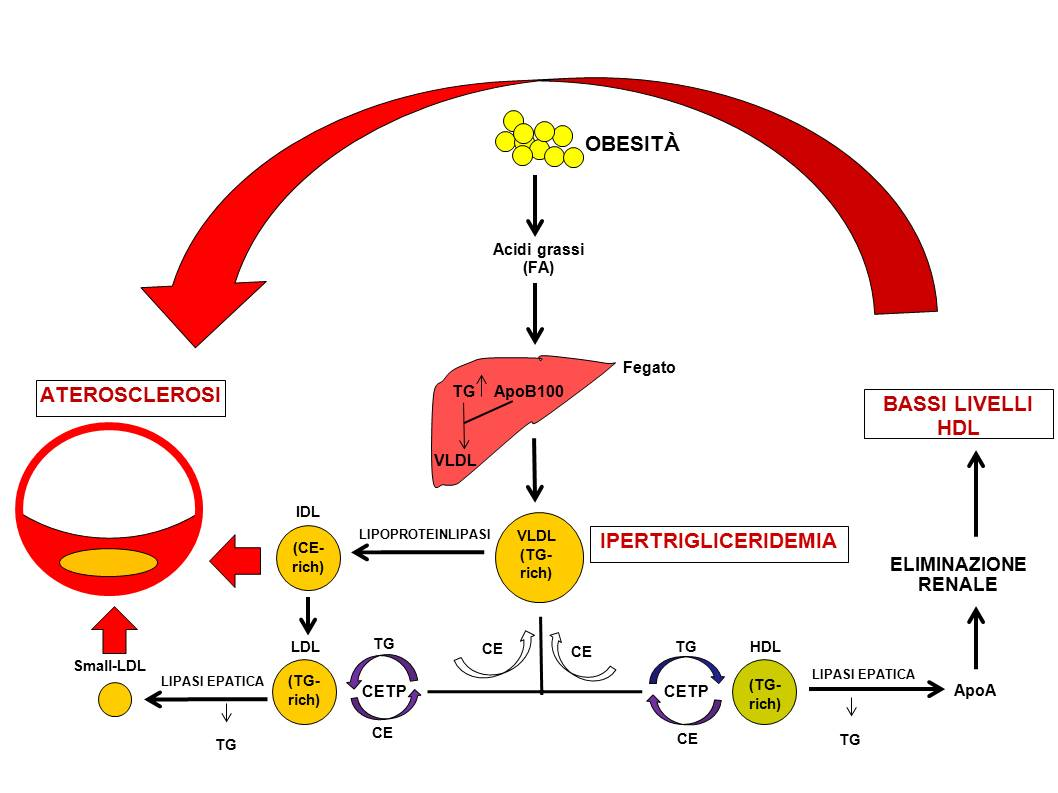
Dislipidemia della sindrome metabolica. Le VLDL ricche di trigliceridi (TG) si arricchiscono di colesterolo esterificato (CE); da esse si formano particelle fortemente aterogene: IDL ricche di CE e small LDL. La lipolisi delle HDL genera apoproteine A libere che vengono eliminate dal rene.

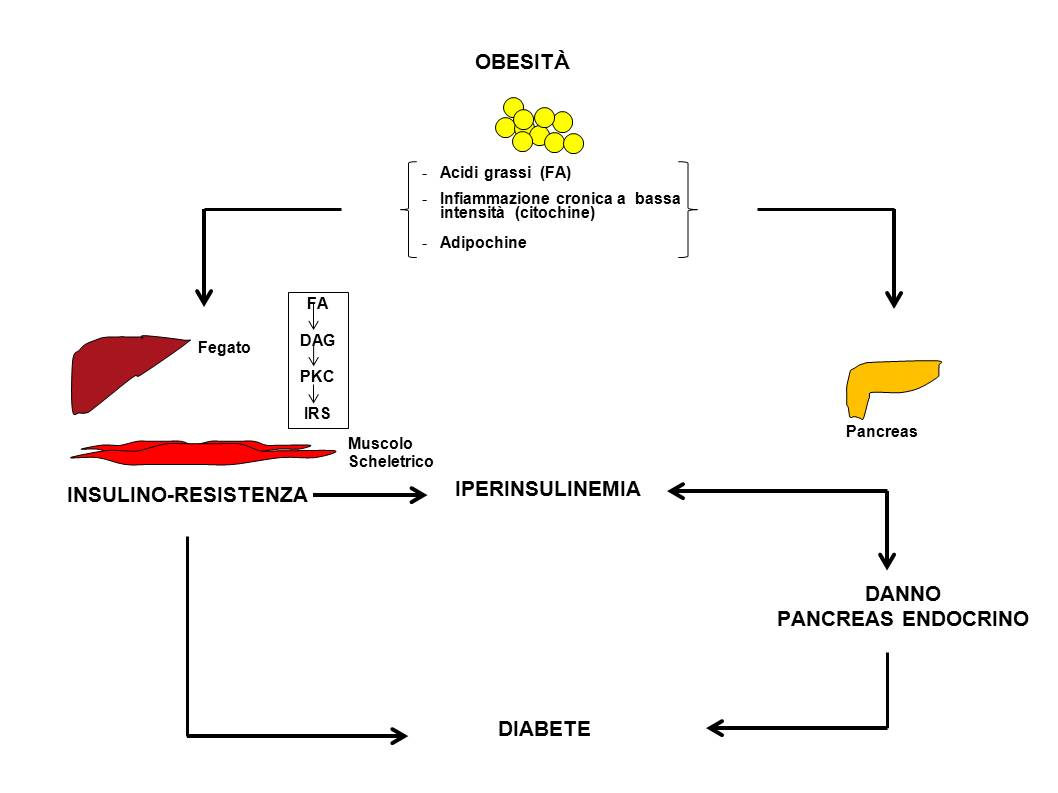
L'eccesso degli acidi grassi (FA) nei tessuti periferici viene utilizzato per la sintesi di lipidi complessi, in particolare di diacilglicerolo (DAG). Il DAG attiva l’enzima protein-chinasi C (PKC) che inibisce il recettore dell'insulina (IRS), causando insulino-resistenza che viene compensata dal pancreas con una maggiore secrezione di insulina (iperinsulinemia). Il progressivo danno pancreatico conduce così al deficit insulinico.

Nella patogenesi della sindrome metabolica possiamo identificare sia i fattori esogeni che fattori endogeni che interagiscono tra loro.

### Fattori esogeni
L'obesità è sicuramente il fattore esogeno più importante, ma la sedentarietà e una dieta ricca di acidi grassi e zuccheri semplici, contribuiscono a peggiorare il quadro clinico. Come già indicato nell'epidemiologia, l'aumento della prevalenza della sindrome nel mondo è secondario all'aumento dell'obesità, infatti ne è direttamente proporzionale.
Il tessuto adiposo rilascia acidi grassi non esterificati (NEFA, Non Esterified Fatty Acids), che, se in eccesso, si accumulano nel muscolo e nel fegato, favorendo l'insulinoresistenza e tale alterazione predispone in modo certo allo svilupparsi della sindrome metabolica. Un aumento degli acidi grassi intracellulari, o meglio di alcuni loro metaboliti, contribuisce all'insorgenza della resistenza all'insulina, ostacolando le vie di trasmissione intracellulari del segnale insulinico. I metaboliti si accumulano sotto forma di trigliceridi e il loro aumento favorisce la produzione di citochine proinfiammatorie.
Per di più nei soggetti in eccesso di peso il tessuto adiposo è invaso dai macrofagi; alcuni studiosi ipotizzano che i macrofagi attivati possano aumentare la produzione di citochine, che a loro volta sarebbero coinvolte nell'insulinoresistenza. L'adiposità viscerale diviene così sede di una reazione infiammatoria cronica a bassa intensità, per cui alcune sostanze vengono rilasciate dal tessuto adiposo: fattore di necrosi tumorale, diverse citochine infiammatorie, proteina C-reattiva, PAI-1 inibitore della fibrinolisi. Gli adipociti producono anche alcuni ormoni: leptina e l'adiponectina, ma solo quest'ultima sembra avere un ruolo protettivo nello sviluppo dell'insulinoresistenza. I meccanismi attraverso i quali l'adiponectina svolgerebbe il suo ruolo protettivo sono tuttora oggetto di studio e approfondimento.

### Fattori endogeni: la suscettibilità metabolica endogena

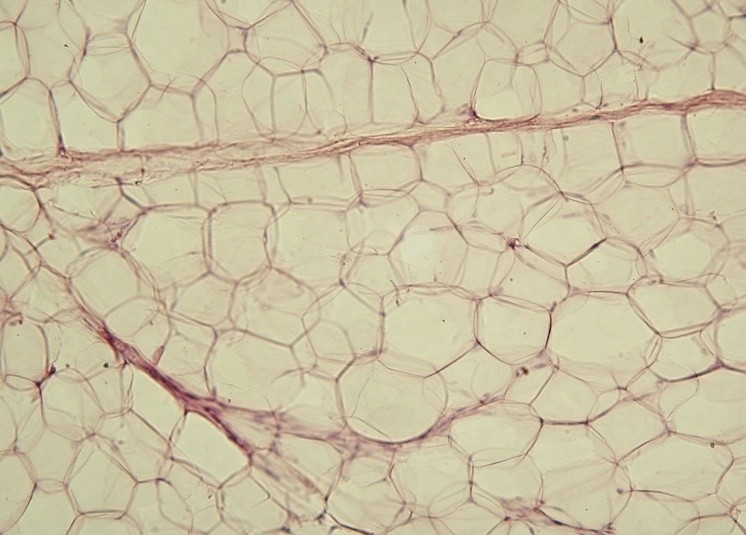
Adipociti uniloculari del tessuto adiposo bianco

I fattori endogeni includono, oltre all'insulinoresistenza, alterazioni endocrine e alterazioni genetiche: generalmente vengono raggruppati sotto il termine di "suscettibilità metabolica". Infatti, affinché si possa manifestare la sindrome, deve essere presente una certa suscettibilità individuale, anche se il passaggio alla sindrome metabolica conclamata in genere non si presenta in assenza di obesità. Non tutti i pazienti con obesità sviluppano la sindrome metabolica, ciò accadrebbe perché non tutti i soggetti presentano la medesima suscettibilità endogena. Sono coinvolti diversi fattori: in primis la disfunzione del tessuto adiposo, quindi forme genetiche di insulinoresistenza e varie alterazioni di tipo endocrino.
La disfunzione del tessuto adiposo viscerale è, tra le concause, la più importante e in particolare il deficit di tessuto adiposo sottocutaneo, che nella sua forma più grave viene denominato lipodistrofia. In questo caso il deposito dei grassi avviene in zone ectopiche, come il fegato e il muscolo: tale situazione conduce a una sindrome metabolica severa. Possibili disfunzioni all'interno degli adipociti possono contribuire alle alterazioni nella distribuzione del grasso.
In ultimo, le differenze metaboliche fra i due sessi possono costituire fattori predisponenti: le donne con ovaio policistico e i soggetti colpiti da alterazioni del cortisolo, sono predisposti alla sindrome.

## Clinica
Non esistono sintomi specifici della sindrome metabolica: sono maggiormente rappresentativi i segni.

### Segni
|                                    | Ipertensione lieve | Ipertensione moderata | Ipertensione grave |
| Nessun altro fattore di rischio    | Basso rischio      | Rischio medio         | Rischio alto       |
| 1-2 fattori di rischio             | Rischio medio      | Rischio medio         | Rischio altissimo  |
| 3 o + fattori di rischio o diabete | Rischio alto       | Rischio alto          | Rischio altissimo  |
| Condizioni cliniche associate      | Rischio altissimo  | Rischio altissimo     | Rischio altissimo  |

Il segno principale della sindrome metabolica è l'obesità centrale (o viscerale, che nei maschi si manifesta con l'adiposità addominale "a forma di mela") e il sovrappeso, con l'accumulo di tessuto adiposo intorno alla vita.
Altri segni di sindrome metabolica includono l'ipertensione arteriosa (con le diverse valutazioni del rischio associato), bassi valori di HDL, alti valori di trigliceridi e VLDL, alterata glicemia a digiuno e l'insulino-resistenza.
Condizioni associate comprendono iperuricemia, steatosi epatica non alcolica, sindrome dell'ovaio policistico, disfunzione erettile e acantosi nigricans.

### Diagnosi
Nel 2005 l'American Heart Association e il National Heart, Lung and Blood Institute (NHLBI) hanno aggiornato i criteri ATP III: hanno diminuito il valore di glicemia a digiuno da 110 mg/dL a 100 mg/dL in accordo con la International Diabetes Federation (IDF).
I criteri NCEP: ATP III (National Cholesterol Education Program: Adult Treatment Panel III) 2005 per la sindrome metabolica prevedono la presenza di tre o più dei seguenti elementi:
- Obesità addominale (circonferenza vita: uomini >102 cm, donne >88 cm)
- Ipertrigliceridemia (>150 mg/dL), oppure trattamento farmacologico in atto per ipertrigliceridemia
- Basso colesterolo HDL (uomini <40 mg/dL, donne <50 mg/dL), o terapia farmacologica specifica
- Ipertensione arteriosa (>130 mmHg di sistolica e >85 mmHg di diastolica), oppure trattamento farmacologico in atto
- Iperglicemia (a digiuno >100 mg/dL) o terapia farmacologica specifica, o precedente diagnosi di diabete mellito di tipo 2

I criteri IDF variano esclusivamente per i limiti della circonferenza vita che sono più restrittivi e prendono in considerazione l'etnia:
- Europea, africana sub-sahariana, orientale e mediorientale: uomini ≥ 94 cm e donne ≥ 80 cm
- Sub-asiatica, cinese, sudamericana e centroamericana: uomini ≥ 90 cm e donne ≥ 80 cm
- Giapponese: uomini ≥ 90 cm e donne ≥ 80 cm

Sono da segnalare nuovi riscontri per la comorbilità associata a malattie reumatiche: sia la psoriasi sia l'artrite psoriasica sono state associate a sindrome metabolica.

## Trattamento

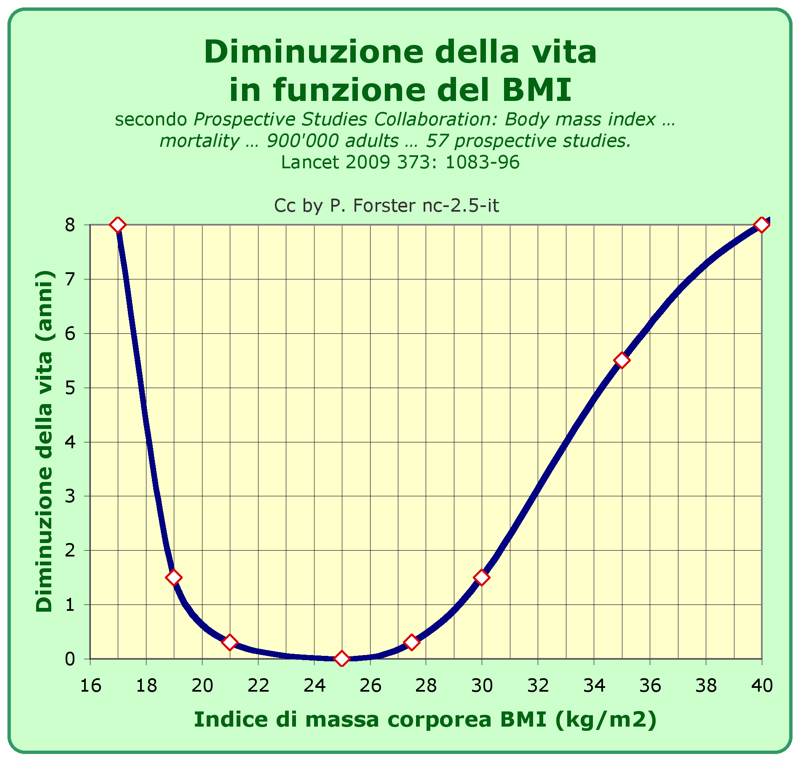
Indice di massa corporea e mortalità: Lancet 2009, 373: 1083-96

Ponendo attenzione sulla cosiddetta 
(Scott M. Grundy, Sidney C. Smith, Hurst, pag. 2066)
 è chiaro che rappresenti l'obiettivo primario della terapia. Il punto cruciale per la gestione dell'obesità è la perdita di peso annua, quantificabile in almeno il 10% del peso all'inizio del trattamento: l'obiettivo finale da raggiungere sarebbe un BMI che si aggiri sui 25 kg/m2 in un periodo di tempo adeguato.
| Situazione peso                             | Min     | Max   |
| ------------------------------------------- | ------- | ----- |
| Obesità di III classe (gravissima)          | ≥ 40,00 |       |
| Obesità di II classe (grave)                | 35,00   | 39,99 |
| Obesità di I classe (moderata)              | 30,0    | 34,99 |
| Sovrappeso                                  | 25,0    | 29,99 |
| Regolare                                    | 18,50   | 24,99 |
| Leggermente sottopeso                       | 17,50   | 18,49 |
| Visibilmente sottopeso (anoressia moderata) | 16      | 17,49 |
| Grave magrezza (inedia)                     |         | <16   |

Qualora ci trovassimo a trattare dei pazienti con un'obesità grave (BMI>40 kg/m2), potrebbe non essere sufficiente la sola terapia farmacologica e pertanto potrà essere necessario un trattamento chirurgico della patologia.

### Trattamento chirurgico
Il trattamento per l'obesità molto severa è sicuramente la chirurgia bariatrica, che comprende:
- la cosiddetta chirurgia restrittiva, attraverso il bendaggio gastrico;
- le procedure che comportano un malassorbimento indotto, come la diversione biliopancreatica;
- i trattamenti di tipo misto, come il bypass gastrico.

La chirurgia bariatrica ha come unico motivo la perdita di peso a lungo termine, che sia quanto più tollerata e priva di complicanze, cioè a ridotta mortalità e morbilità. In genere si ricorre più di frequente agli interventi malassorbitivi piuttosto che a quelli unicamente restrittivi. Tuttavia in ogni tipo di intervento si riscontrano effetti duraturi sul peso con perdita tra il 50% e il 90% a 5 anni.

### Trattamento farmacologico
La terapia di primo approccio è sicuramente la correzione degli stili di vita, attraverso l'acquisizione di comportamenti corretti sia alimentari sia in termini di attività fisica giornaliera. Seppur è vero che la correzione dello stile di vita migliora tutti i fattori di rischio metabolico, nei pazienti con diverse patologie, si deve attuare un trattamento farmacologico per controllare le comorbidità. I farmaci ampiamente usati sono quelli che limitano i danni della dislipidemia, dell'ipertensione arteriosa e del diabete mellito, nonché dello stato protrombotico. Si riportano nell'ordine delle patologie appena elencate:
- statine, fibrati, ezetimibe;
- ace-inibitori, betabloccanti, alfabloccanti, sartani, calcio-antagonisti, diuretici;
- insulina, antidiabetici orali;
- aspirina, ticlopidina.

L'Orlistat, è un farmaco disponibile dal 2006, approvato per l'utilizzo a lungo termine sia dall'AIFA sia dall'FDA. I risultati sono piuttosto modesti, con una perdita di peso media pari a 2,9 kg da 1 a 4 anni, e vi sono pochi dati su come il farmaco agisca contro le complicanze a lungo termine dell'obesità. Il suo utilizzo è stato associato a disturbi gastrointestinali e ad alcuni effetti preoccupanti sui reni.
Al momento i dati in nostro possesso non dimostrano un controllo dell'obesità nella popolazione a rischio e, conseguentemente, della sindrome metabolica. Gli sforzi fatti sinora con campagne di informazione hanno portato a risultati positivi contenuti in termini di prevenzione e di riduzione degli eventi cardiovascolari. L'epidemia, ormai così viene definita, caratterizzata da obesità/sindrome metabolica potrebbe sfociare in una catastrofe sociale con milioni di persone affette dal problema nel XXI secolo, anche per le sue correlazioni con patologie neoplastiche.

## Prevenzione
Numerose le strategie proposte per prevenire lo sviluppo della sindrome metabolica: maggiore attività fisica (camminare almeno 30 minuti al giorno) e ridurre il contenuto calorico nella dieta.
In realtà, queste misure sono efficaci solo in una minoranza di persone, anche a causa della non conformità nei cambiamenti dello stile di vita e della dieta, nonché nelle differenze genetiche legate anche alle etnie. L'International Obesity Taskforce conclude che sono necessari interventi a livello sociopolitico e socio-sanitario per ridurre l'incremento della sindrome metabolica nella popolazione mondiale.

## Altre problematiche
Il termine sindrome metabolica si riferisce a un cluster di specifici fattori di rischio cardiovascolari la cui fisiopatologia è incentrata sulla resistenza all'insulina. Alcuni studiosi, poiché il termine veniva utilizzato sistematicamente nella ricerca e nella pratica clinica, intrapresero una vasta revisione della letteratura in relazione proprio alla definizione della sindrome. Arrivarono, in conclusione, a porre dei dubbi sulla sua designazione come sindrome, che non poterono però confermare e si limitarono a consigliare di trattare tutti i fattori di rischio cardiovascolare indipendentemente dal fatto che un paziente soddisfacesse i criteri per la diagnosi di sindrome metabolica, indicazioni già intraprese nella pratica clinica quotidiana. In realtà, il problema semantico venne meno nel corso degli anni, anche se nel 2013 altri autori proposero di ridefinire la sindrome metabolica semplicemente come una condizione di deposito di grasso, basandosi però su studi di fisiologia comparata. In questo studio si evidenziò che la sindrome metabolica è molto simile al processo biologico nel quale gli animali iniziano a conservare il grasso in preparazione ai periodi di carenza di cibo, come nel letargo. In conclusione:
(RJ. Johnson, Redefining metabolic syndrome as a fat storage condition based on studies of comparative physiology.)
Questo studio è da considerarsi l'unico che raffronti la fisiologia umana a quella animale. Fra i risultati interessanti, si confermò che una caratteristica comune dell'accumulo dei grassi è che anche gli animali sviluppano insulinoresistenza.